# Musée du ghetto de Varsovie

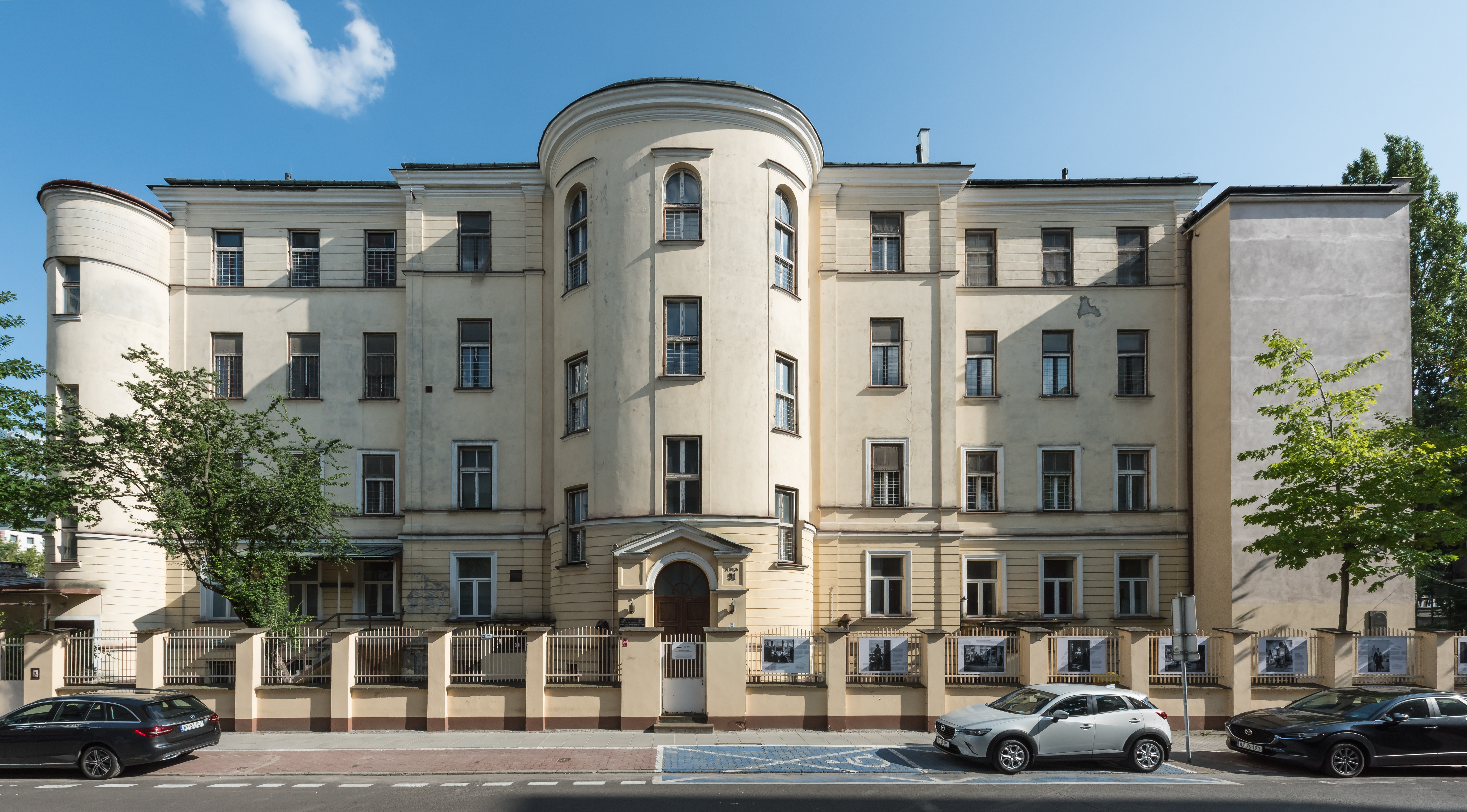
Emplacement prévu du musée (ancien hôpital pour enfants Bersohn et Bauman à Varsovie).

Le musée du ghetto de Varsovie est un musée historique à Varsovie en cours d'organisation.
Le siège du musée sera le complexe de l'ancien Hôpital pour Enfants Bersohn et Bauman rue Śliska 51/rue Sienna 60. L’inauguration de l’établissement est prévue pour le quatrième trimestre 2025.
Le directeur du Musée depuis 2018 est Albert Stankowski. Hanna Wróblewska est Adjoint au directeur pour les questions scientifiques et d'exposition, et Joanna Dudelewicz est Adjoint au directeur pour les questions économiques, organisationnelles et d'investissement.
La mission de l’établissement est de diffuser des informations sur la vie quotidienne, les stratégies de survie, de lutte et d'extermination des Juifs polonais emprisonnés dans le ghetto de Varsovie et d'autres ghettos de la Pologne occupée.
L'équipe du Musée travaille à la création d'une exposition permanente dans le bâtiment revitalisé de l'ancien hôpital Bersohn et Bauman, ainsi qu'à la collecte d'archives, d'artefacts et de témoignages des survivants, et à puiser de l’acquis, des expériences et des ressources des institutions polonaises et étrangères s’occupant de la thématique du ghetto.
Les missions du musée relevant des statuts comprennent : les activités visant la protection et le soin du patrimoine culturel des Juifs emprisonnés dans le ghetto de Varsovie, la conduite des activités culturelles, scientifiques, éducatives et promotionnelles liées à l'histoire du ghetto de Varsovie et d'autres ghettos établis sur le territoire polonais occupé, initier et soutenir des initiatives sociales et des organisations non gouvernementales contribuant à la protection et à la commémoration de l'histoire du ghetto de Varsovie.

## Histoire
Le premier initiateur de la création du musée du ghetto de Varsovie était Sigmund Nissenbaum, ancien participant du soulèvement du ghetto de Varsovie. À la fin des années 1980, il s'est adressé au président de l'Association des Combattants pour la Liberté et la Démocratie, le prof. Henryk Jabłoński avec une demande de confier à la Fondation Famille Nissenbaum de construire le musée du ghetto de Varsovie sur le terrain de l'ancienne place de transbordement, le soi-disant Umschlagplatz. Cependant, les travaux n'ont pas commencé à l’époque.
La décision de créer le musée du ghetto de Varsovie a été annoncée le 14 novembre 2017 par le ministre de la Culture et du Patrimoine national Piotr Gliński. Le musée a été officiellement constitué le 28 février 2018. Le 7 mars 2018, une conférence de presse consacrée à la constitution de la nouvelle institution s'est tenue au Cabinet du Premier ministre avec la participation du Premier ministre Mateusz Morawiecki et du ministre de la Culture et du Patrimoine national Piotr Gliński.
En octobre 2018, les autorités locales de la voïvodie de Mazovie ont loué le complexe de l'Hôpital pour Enfants Bersohn et Bauman au Musée pour 30 ans. Les deux bâtiments de l'ancien hôpital – le pavillon principal et le pavillon sud – ont été inscrits en 2018 par le conservateur des monuments de la voïvodie de Mazovie sur la liste des monuments historiques. L'exposition permanente du Musée sera présentée dans le bâtiment principal de l'ancien Hôpital, tandis que le pavillon sud à un étage, où se trouvait autrefois le service d'ophtalmologie, deviendra le siège du Département d'Éducation du MGV.
En novembre 2020, à l'occasion du 80e anniversaire de la fermeture du ghetto, le gouvernement local de la voïvodie de Mazovie a vendu le bâtiment du musée pour 22,7 millions de PLN (des fonds à cet effet ont été transmis par le Ministère de la Culture et du Patrimoine national).
En 2020, l'Institut de la mémoire nationale a consenti à transférer une copie du rapport Stroop en dépôt à l'exposition permanente du Musée.
La première réunion du Conseil international de quinze membres du musée du ghetto de Varsovie a eu lieu le 10 septembre 2019. Le grand-rabbin de Pologne, Michael Schudrich, est devenu le Président du Conseil. En juin 2021, ce poste a été occupé par Colette Avital survivante de l'Holocauste, présidente du Centre de l’Organisation de Survivants de l'Holocauste en Israël, politicienne et diplomate israélienne.

## Identification visuelle
Le concept d'identification visuelle du musée du ghetto de Varsovie a été sélectionné dans le cadre d'un concours international organisé conjointement avec l'Association des Designers Graphistes Appliqués. Le concours a été annoncé en septembre 2019. –Lors de la première étape, 216 candidatures ont été soumises, parmi lesquelles le jury a sélectionné six. Les auteurs du concept gagnant étaient des designers du studio lituanien DADADA.

## Exposition permanente
Les travaux sur le concept de l'exposition permanente ont débuté en 2019 sous la direction de l'historien israélien, professeur à l'Université hébraïque de Jérusalem, Daniel Blatman. L'équipe scientifique du Musée a préparé des documents contenant le premier concept de l'exposition. L'équipe a adopté trois paramètres clés qui constitueront les courants dominants du récit historique :
- présentation d'une large perspective de la vie juive en Pologne pendant l'occupation allemande, dépassant le cadre de l'histoire des Juifs dans le ghetto de Varsovie ;
- l'histoire du ghetto de Varsovie racontée dans le cadre de l'histoire de Varsovie occupée ;
- transmettre le message universel selon lequel la tragédie de l'Holocauste et l'extermination des Juifs à Varsovie est le point de départ pour connaître le sort des autres victimes des persécutions nazies et pour montrer des valeurs humanistes telles que la tolérance, la compassion pour les minorités et le dialoue entre les groupes religieux, ethniques et nationaux.

L'exposition permanente du Musée doit être basée sur des artefacts authentiques provenant de la période de l'occupation allemande.
En automne 2022, le Musée a publié un cycle des films présentant les concepts de galeries particulières de l'exposition permanente. Les commissaires des galeries individuelles et les spécialistes impliqués dans la préparation de l'exposition ont joué dans les films.
Le Musée est constamment à la recherche des artefacts historiques, de témoignages et de documents liés au fonctionnement du ghetto de Varsovie et à sa commémoration.
En 2022, la collection du Musée comprenait 5 125 artefacts, divisés en archives, iconographie et expositions muséales.

### Les artefacts les plus précieux de la collection MGV
1. Hanoukkia – un chandelier monumental de type synagogue, datant du 19e siècle. En bronze, sur un socle soutenu par des représentations de lions. Acheté à la vente aux enchères Sotheby's de décembre 2022.
2. Une coupe de kiddouch ayant appartenu à Kalman Kalonymus Shapiro, l'un des employés des entreprises allemandes de Schultz. C'était un cadeau de l'un des disciples de son père, Elimelech Shapiro de Grodzisk.
3. Meguila Ester – une couverture d'avant-guerre pour une meguila, faite en argent dans l'usine Izrael Szekman de Varsovie (l'usine a fermé ses portes en 1939). Dans la partie centrale, il y a une inscription en hébreu. Un objet d'une valeur historique absolument unique, témoignage de la vie religieuse dans le ghetto de Varsovie.
4. Le rapport Stroop.
5. Photos du ghetto en feu – 11 photos présentant le ghetto en feu, vu du côté aryen. Photos prises le 2 mai 1943 par Ryszard Jurgielewicz. Une collection de photos offerte en novembre 2022 par le petit-fils de l'auteur, M. Ryszard Sikorski.
6. Chariot à cadavre – datant des années 1930, a fait l'objet d'une restauration professionnelle. Le chariot a été retrouvé après la guerre et acheté par Pinkus Szenicer, gardien de longue date du cimetière juif de Varsovie, puis il est devenu la propriété de son fils, Bolesław Szenicer (1952-), fondateur de la Fondation du Cimetière Juif « Gęsia » à Varsovie. Le Musée a acheté 50 % des droits de propriété du chariot à la Fondation de la Famille Nissenabum, et la Fondation a transmis gratuitement 10 % suivants au MGV.
7. Henryk Hechtkopf, Ruines – une collection de 76 dessins a été transmise en 2019 au MGV par Rachel Postavski. La collection comprend 22 dessins représentant les ruines du ghetto de Varsovie, qu'il a dessinés d'après nature – ils sont datés de 1946-1947. Le reste présente des scènes de genre de la vie quotidienne dans le ghetto et de la période d'après-la guerre, par ex. petits passeurs, et représentants de la communauté juive – enfants, travailleurs, rapatriés.
8. Erna Rosenstein, Golgotha, 1968, acrylique, toile – une œuvre unique non seulement dans l'œuvre d'Erna Rosenstein, mais aussi dans tout l'art polonais d'après-guerre, confronté à une histoire difficile dans la sphère privée, sociale et politique. Ce sera l'une des œuvres essentielles de la collection et de l'exposition permanente du musée du ghetto de Varsovie.
9. Gustav Metzger, Historic Photographs: no. 1: Liquidation of the Warsaw Ghetto, April 19 – 28 days, 1943, 1995/2022 – un cycle de photos historiques faites sur la base des photos d'archives agrandies qui étaient en quelque sorte cachées ou obscurcies afin que le spectateur soit incapable de voir tout de suite l’ensemble de l’image. Pour le Musée, c’est une œuvre extrêmement intéressante qui met en contexte les photos du rapport Stroop original ainsi que d'autres photographies du ghetto.
10. Maryan S. Maryan, sans titre, 1969, acrylique/toile.
11. Ceija Stojka, SS.Auschitz, 2002, acrylique sur carton.
12. Harun Farocki, Respite, 2007, film – un film basé sur le matériau tourné dans le camp de transit nazi allemand de Westerbork aux Pays-Bas par l'un des prisonniers, Rudolph Breslauer, sur ordre du commandant du camp. Le matériau d’origine, édité et accompagné de courts tableaux et le texte d'un commentaire contemporain, donne l'illusion d'un document étant en fait du matériau de propagande, dans lequel l'auteur fait passer illégalement avec soin des fragments de réalité cruelle, lisibles pour Farocki et les téléspectateurs après de nombreuses années. L'œuvre fera partie de la collection d'œuvres des artistes contemporains, qui contextualisera l'exposition permanente du MGV.

## Expositions temporaires
Parallèlement aux travaux intensifs sur la création de l'exposition permanente, le Musée entreprend diverses activités d'exposition. Les projets du Musée sont mis à disposition à la fois dans l'espace urbain de Varsovie et dans l'espace virtuel. Les expositions suivantes ont été réalisées jusqu'à présent :

### Expositions en plein air
1. « Témoin de l'Histoire. Hôpital Bersohn et Bauman » (23.07.2018 – 15.01.2019). La première exposition en plein air du MGV était consacrée à l'histoire de l’Hôpital pour Enfants Bersohn et Bauman, siège définitif du Musée. L'exposition se composait de 20 panneaux placés sur la clôture du bâtiment 51 rue Śliska /60 rue Sienna. Commissaire : Ewa Toniak[18].
2. « Debout, inébranlable... Natan Rapaport et le monument aux Héros du Ghetto » (18.04.2019 – 30.10.2019). L'exposition est consacrée à Natan Rapaport, l'auteur du Monument aux Héros du Ghetto. L'exposition s'est appuyée sur des supports photographiques présentant l'artiste et ses œuvres. Elle a été exposée devant le Monument aux Héros du Ghetto à Varsovie. Commissaire : Magdalena Tarnowska[19].
3. « Cartes postales de nos environs... L'histoire des rues de Sienna et Śliska » (15.05.2019 – 10.01.2020). L'exposition accrochée à la clôture de l’Hôpital pour Enfants Bersohn et Bauman montrait la partie de la capitale qui a changé au cours de trois siècles, constituant encore la périphérie de la ville au XVIIe siècle. Elle était basée sur des documents photographiques provenant de nombreuses archives polonaise et étrangères. Commissaire : Magdalena Tarnowska[20].
4. « Varsovie en trois scènes » (8.09.2019 – 15.11.2019). L'exposition ouverte à la place Grzybowski présentait trois visages de la ville : l'avant-guerre, la guerre et le temps de reconstruction. Commissaire : Magdalena Piecyk[21].
5. « Chaque tiers d'entre nous » (15.04.2020 – 31.12.2021). Une exposition présentant l'histoire du ghetto de Varsovie. En raison de la pandémie de Covid-19, MGV n'a pu présenter que sa version virtuelle le 15 avril. À partir du 22 juillet, l'exposition était située sur la place Grzybowski. L'exposition s’est inscrite dans les célébrations du 77ème anniversaire du déclenchement du soulèvement du ghetto et du 80ème anniversaire de la fermeture de ses frontières le 16 novembre[22]. Commissaire : Rafał Kosewski.
6. « Ville des vivants/ ville des morts » (16.11.2021 – 31.12.2022) – projet photographique de Robert Wilczyński présentant des photographies d'archives du ghetto de Varsovie et des photos de Varsovie contemporaine. Les photographies sont accompagnées de textes sources documentant la vie et la mort des prisonniers du ghetto de Varsovie. Des panneaux avec des photos ont été accrochés à la clôture de l'ancien hôpital Bersohn et Bauman[23].
7. « Médecins ordinaires/extraordinaires dans le ghetto de Varsovie » sur la place Grzybowski (4.04.2022 – 15.07.2022). L'exposition a rapproché les profils des docteurs Anna Braude-Hellerowa et Franciszek Raszeja. En avril 2022, dans l'église de Toussaints, on pouvait également voir des artefacts liés à la vie professionnelle de Franciszek Raszeja, dont la médaille Juste parmi les Nations lui décernée à titre posthume[24]. Commissaire : Paweł Freus.
8. « Parmi des milliers… » (21.07.2022 – 31.12.2022). L’exposition consacrée aux victimes de la soi-disant Grande Action dans le ghetto de Varsovie, qui présente le profil de certains d'entre eux. Elle a été inaugurée sur la place Grzybowski à l'occasion du 80e anniversaire de la Grande Action[25]. Commissaire : Halina Postek.

## Expositions virtuelles
1. « Logo pour le musée » (14.07.2020 – 31.12.2020). L'exposition présentait des œuvres ayant participé au concours pour le logotype du MGV. L'exposition devait être présentée au Musée Ethnographique Polonais, mais en raison de la pandémie de COVID-19, elle s'est tenue dans un espace virtuel. Commissaire : Tomasz Kaliński.
2. « Gens, lieux, événements – Autour de l’entreprise allemande d'Abraham Ostrzega » (21.09.2020). La première édition de l'exposition virtuelle portant ce titre présentait les biographies d'artistes juifs associés dans le ghetto de Varsovie au soi-disant « entreprise allemande » d'Abraham Ostrzega. Commissaire : Magdalena Piecyk.
3. « Gens, lieux, événements – Hôpital Bersohn et Bauman » (16.11.21). La deuxième édition de l'exposition virtuelle du même nom était consacrée à l'Hôpital pour Enfants Bersohn et Bauman et aux médecins y travaillant. La présentation de l'exposition accompagnait le 81 anniversaire de la fermeture du ghetto de Varsovie. Commissaire : Joanna Bakoń.

## Activité scientifique
Les activités scientifiques du musée du ghetto de Varsovie comprennent : conférences et séminaires scientifiques, travaux archéologiques et de fouilles, etc.
La première conférence scientifique internationale a été organisée par le musée du ghetto de Varsovie les 18 et 19 novembre 2019 en coopération avec l’Association Polonaise d'Études Juives, l'Institut historique juif Emanuel Ringelblum, Réseau européen Mémoire et Solidarité et de Touro College à Berlin. Conférence intitulée « Débuts de l'occupation nazie. Continuité et changement dans la vie polonaise et juive 1939-1941 » s’est inscrite dans le programme commémorant le 80ème anniversaire du début de la Seconde Guerre mondiale.
À la charnière des mois de juillet et août 2021, à l'invitation du Musée du ghetto de Varsovie, une équipe des scientifiques du Richard Freund de l'Université Christopher Newport en Virginie, qui, avec l'archéologue Jacek Konik de MGV, a mené des recherches géophysiques dans des lieux liés à l'histoire du ghetto de Varsovie. En octobre 2021, le Musée, en collaboration avec l'Académie Aleksander Gieysztor à Pułtusk a mené des fouilles à la frontière nord du Jardin Krasiński du côté ouest de l'axe d'avant-guerre de la rue Wałowa. Lors des fouilles, plus d'un millier d'objets ont été retrouvés.
À l'été 2022, MGV en coopération avec Christopher Newport University et l'Académie Aleksander Gieysztor à Pułtusk a commencé des fouilles et des recherches archéologiques à Muranów de Varsovie, dans la zone de l'ancien ghetto de Varsovie. Les fouilles ont été effectuées dans le quartier des rues Miła – Dubois – Niska – Karmelicka, dans la zone où se trouvait le bunker d'Anielewicz. Environ 3 000 artefacts ont été trouvés lors des fouilles, dont de nombreux objets de l’usage quotidien ainsi que des objets religieux tels que des fragments de livres de prières juifs et des tephillin utilisés par les juifs religieux.
En septembre 2022, le musée du ghetto de Varsovie avec ses partenaires : Institut Historique Juif Emanuel Ringelblum et le Musée national de Majdanek, ont organisé une conférence scientifique internationale « 80 ans après Aktion «Reinhardt» (1942-1943) ». La conférence était l'un des événements liés à la célébration du 80e anniversaire de l'Opération Reinhardt, qui a été menée par l'Allemagne nazie en 1942-1943 sur les terrains du Gouvernement général et du District de Bialystok.
Également en septembre 2022, s'est tenue la 8ème Conférence Scientifique Nationale de L’Association Polonaise d'Études Juives intitulée « Juifs et judaïsme dans la recherche polonaise contemporaine », dont le musée du ghetto de Varsovie était l'un des co-organisateurs.
Le Musée organise également des séminaires scientifiques liés au thème de l'Holocauste et à sa réception dans les musées. L'une des formes d'activité scientifique sont également les webinaires cycliques sur l'Holocauste.

## Activité éducative
Le musée propose une large offre éducative, adressée aux jeunes scolarisés et aux adultes. L'offre du Département d'Éducation MGV comprend des cours et des ateliers scolaires, des séminaires, des conférences, des promenades guidées à Varsovie et éducatives.
Les leçons organisées par le Musée portent à la fois sur la religion, la tradition et la culture des Juifs polonais, ainsi que sur l'histoire du ghetto de Varsovie et la vie quotidienne des personnes contraintes d'y vivre. En 2018-2020, 164 leçons de musée ont été réalisées à Varsovie et en Mazovie. Le musée organise également régulièrement des leçons dans les écoles secondaires situées dans l'ancien ghetto de Varsovie.
Au printemps 2019, le Musée a commencé un cycle des promenades guidées régulières à Varsovie portant sur les sujets liés à l'histoire et au fonctionnement du ghetto de Varsovie. Les promenades se déroulent en polonais, anglais et allemand. En avril 2022, des promenades à Varsovie pour les réfugiés d'Ukraine ont été ajoutées à l'offre.
Le Département de l'Éducation du MGV organise des formations pour les enseignants et les éducateurs sous forme de conférences, de séminaires externes et d'ateliers. Les réunions avec les enseignants et les éducateurs ont débuté en 2019 avec la conférence « Autour du ghetto de Varsovie et autres ghettos en Pologne occupée » (29-31 mars 2019). Quatre séminaires externes ont été organisés jusqu'à présent : « Ghetto de Varsovie – Treblinka – Majdanek » (25-27.10.2019), « Chełmno nad Nerem et Łódź » (9-10.2021), « Sur les traces de Dossier Reinhardt – Lublin, Trawniki, Poniatowa » (26-27.03.2022) et « Hasag – Camp de travail forcé allemand » (1-2.10.2022).
Dans le cadre de la coopération avec la Fondation de l'État Polonais Clandestin, un guide pédagogique a été créé en 2019 sur l'histoire des Juifs de Varsovie. Le guide sous forme de jeu éducatif a été mis à disposition sur le site Internet du Musée.
La coopération avec l'Association Mondiale des Soldats de l'Armée de l'Intérieur dans le cadre des fonds du Programme Pluriannuel « Niepodległa » a abouti à une série d'entretiens avec des Survivants de l'Holocauste, d'anciens scouts des Szare Szeregi, des membres de la résistance, des témoins de l'histoire et des familles des Justes parmi les Nations. Un autre projet mis en œuvre dans le cadre du programme pluriannuel « Niepodległa » s'intitulait « L'image de la communauté juive aux yeux de ses voisins ». Cette fois-ci, les habitants de Varsovie, Łódź, Vilnius, Nowogródek, Oświęcim, Mińsk Mazowiecki, Tykocin et Bliżyn ont partagé leurs souvenirs. Ils ont parlé de leurs voisins juifs, des événements de leur histoire commune, et à partir d'un certain moment, de l’histoire séparée, qui sont restés dans leur mémoire.
En 2020, le Musée a réalisé le projet de film « Ghetto en littérature », dont l'objectif est de montrer le ghetto de trois perspectives : victime, bourreau et témoin. Le projet se compose des interprétations artistiques de quatre publications : « Prendre le bon Dieu de vitesse » de Hanna Krall, « Entretiens avec le bourreau » de Kazimierz Moczarski, « Campo di Fiori" de Czesław Miłosz et "Mémoires. Ma version » de Wacław Izaak Kornblum. Dans le cadre d'un projet pour les écoles situées dans l'ancien ghetto de Varsovie, dont la devise est "Quelle importance peut avoir pour notre avenir le fait que nous vivons autour du lieu de leur mort ?" (J. M. Rymkiewicz) a été réalisée en coopération avec la 17e Lycée d’Enseignement Général avec des classes bilingues A. Frycz-Modrzewski, le film "Ouvrir le silence".
En novembre 2022, le Département de l'éducation du MGV, en coopération avec la Faculté des Sciences Sociales de l'Université SWPS, a organisé un webinaire "Autour du traumatisme de l'Holocauste" consacré à la problématique du traumatisme au sens large. Au séminaire ont participé des chercheurs de Pologne, d'Ukraine et d'Israël.
Le département de l'éducation du MGV s'occupe également de la création de jeux urbains et éducatifs portant sur l'histoire du ghetto de Varsovie, ainsi que de matériaux pédagogique pour les enseignants et les éducateurs.

## Publications
Le musée est également impliqué dans des activités d'édition. Les publications suivantes ont été éditées à ce jour :
- Węgrzynek H., Zieliński K., Hôpital Bersohn et Bauman, Varsovie 2019 - album présentant l'histoire de l'hôpital Bersohn et Bauman comme témoin de l'histoire ;
- Kornblum W. I., Mémoires. Ma version, Varsovie 2019[44] ;
- Walewski R., Jurek, Varsovie 2020;
- Erlich B., Enfant juif de Varsovie, Varsovie 2021;
- Ghetto de Varsovie dans la littérature polonaise. Anthologie, sélection et élaboration par Sławomir Buryła, Varsovie 2021.
- Głowiński T., Lahnstaedt S., Międykowski W., Comme si nous n'avions jamais existé, Varsovie 2021
- Nous collectons, nous construisons, nous nous souvenons. musée du ghetto de Varsovie, Varsovie 2021
- "Liberté! Rendez-nous le nôtre !"  Essais historiques sur le ghetto de Varsovie, éd. M. Grądzka-Rejak, K. Zieliński, Varsovie 2022
- "En 1939, j'ai pris un chemin différent…Essais historiques sur le ghetto de Varsovie, éd. M. Grądzka-Rejak, K. Zieliński, Varsovie 2022

De plus, les publications suivantes ont été éditées en coopération avec le MGV :
- Małkowska-Bieniek E., Héroïnes du second plan. Buchholtz, Auerbach et Berman, Maison d’Edition Oficyna CM, 2022
- Krempa A., Sztetl Mielec. De l'histoire des Juifs de Mielec, Centre Culturel Municipal de Mielec, Musée du ghetto de Varsovie, 2022[45]

## Activités commémorant l'histoire des victimes de l'Holocauste
Le musée du ghetto de Varsovie entreprend de nombreuses activités visant à commémorer les victimes de la terreur en temps de guerre, par ex. en organisant des événements visant à restaurer la mémoire des victimes de l'Holocauste en Pologne.
Le Musée a été, entre autres, co-organisateur des célébrations des 77e, 78e et 79e anniversaires du soulèvement du ghetto de Varsovie et initiateur et organisateur des célébrations des 80e, 81e et 82e anniversaire de la fermeture des frontières de le ghetto de Varsovie le 16 novembre. A l'occasion du 82e anniversaire de la fermeture du ghetto, un nouveau tableau a été dévoilé sur le fragment conservé du mur du ghetto 62 rue Złota , présentant la carte du ghetto au moment de la fermeture du quartier juif le 16 novembre 1940.
Le musée du ghetto de Varsovie est l'un des mécènes de la Marche du Souvenir organisée par l'Institut Historique Juif Emanuel Ringelblum commémorant les victimes de la Grande Action.
Le Musée a été co-organisateur des 10e et 11e Journées de Commémoration des Victimes de l'Holocauste à Łódź, en participant activement à l'organisation des ateliers pour les jeunes écoliers et en participant à un débat à table ronde consacré à l'enseignement sur l'Holocauste.
En 2019, à l'initiative des spécialistes du musée du ghetto de Varsovie, la clôture de l'immeuble rue Stawki 5/7 du côté de la rue Niska a été incluse au registre municipal des monuments historiques de la capitale de Varsovie.
Le MGV a participé aux consultations avec les bureaux du Conservateur des monuments de la capitale et du Conservateur provincial des monuments, indiquant, entre autres, les lieux d'une importance historique particulière dans la zone de l'ancien ghetto de Varsovie et en préparant un rapport sur l'état actuel des vestiges des bâtiments restant du ghetto. Le 6 octobre 2021, la zone de l'ancien ghetto de Varsovie a été inscrite au registre municipal des monuments historiques.
En 2022, MGV a été l'un des co-organisateurs du programme commémorant le 80e anniversaire de l'opération nazie allemande Reinhardt, cofinancé par le ministère de la Culture et du Patrimoine National et placé sous le patronage d'Honneur du président de la République de Pologne, Andrzej Duda. Dans le cadre de ce projet, des conférences et séminaires scientifiques, des expositions en plein air et des rencontres pédagogiques pour les élèves des écoles secondaires ont été organisés. Un film documentaire "Aktion Reinhardt" dont metteur en scène était Michał Szymanowicz a été produit, dont la première a eu lieu en avril 2022 lors de la Journée du Souvenir de l'Holocauste à Lublin, un concert "Comme si nous n'avions jamais existé" dédié à la mémoire des victimes de l'Holocauste a été organisé sur le terrain du Gouvernement général et du District de Bialystok et l'album "Comme si nous n'avions jamais existé" est sorti, présentant des photographies d'archives et des informations sur le déroulement et les conséquences de "Aktion Reinhardt". En juillet 2022, dans le cadre de la commémoration des victimes de l’Action Reinhardt à Józefów Biłgorajski, un monument de Jerzy Kalina "Macewa de Mémoire" a été dévoilé. C'était une initiative conjointe du musée du ghetto de Varsovie et du maire de Józefów.
En octobre 2022, le Musée a pris l'initiative de recueillir des signatures pour l'initiative de nommer la jonction des rues de Varsovie du général W. Anders et Stawka par le nom de l'Union Militaire Juive.

## Coopération
Le musée du ghetto de Varsovie coopère avec de nombreux musées, institutions scientifiques et de recherche, ainsi qu'avec des organisations juives. Les partenaires du Musée sont entre autres : l'Institut de la Mémoire Nationale, l'Institut Historique Juif Emanuel Ringelblum, Musée National de Majdanek, Musée de l'Insurrectiont de Varsovie, Musée de l'Histoire des Juifs polonais POLIN, Association sociale et culturelle des Juifs en Pologne, Institut d'Archéologie et d'Ethnologie de l'Académie polonaise des sciences, Université hébraïque de Jérusalem, Collège Touro de Berlin, Musée de l'Holocauste à Sered, Slovaquie, Commune Religieuse Juive à Varsovie et Chabad Lubavitch Pologne.
Le terrain des fouilles menées par le Musée a été visitée, entre autres, par le directeur du Centre Menachem Begin à Jérusalem Herzel Makov, l'ambassadeur des États-Unis en Pologne Mark Brzeziński et l'ambassadeur d'Israël en Pologne le Dr Yacov Livne. La visite d'étude au Musée a réuni, entre autres, des représentants d'institutions juives d'Estonie et des États-Unis. En août 2022, les résidents du Musée étaient des chercheurs du Musée de l'Histoire de l'Ukraine pendant la Seconde Guerre mondiale, qui ont participé à la réunion "Travail du Musée de la Guerre pendant la guerre" consacrée au fonctionnement du musée à Kiev pendant la Guerre russe en cours en Ukraine.